# 4,7-cm-Festungs-Pak (t)
Die 4,7-cm-Festungs-Pak (t) war eine von der Wehrmacht vor dem Zweiten Weltkrieg bei der Besetzung der Tschechoslowakei übernommene Festungswaffe, die dann als Abwehrwaffe in den Bunkern des Atlantikwalls verbaut wurde.

## Geschichte
Für die Verteidigung des am Ende des Ersten Weltkrieges im Jahr 1919 von der ehemaligen K.u.k.-Monarchie an die Tschechoslowakei gegebenen Sudetenlandes war ein Festungswerk, der Tschechoslowakische Wall, gebaut worden. Diese Anlagen mussten mit modernen Waffen ausgerüstet werden.
Škoda hatte sich vor dem Zweiten Weltkrieg mit der Entwicklung von vielen verschiedenen Waffen beschäftigt und war ein wichtiger Lieferant für Geschütze. So fielen bei der Besetzung der Tschechoslowakei eine beträchtliche Anzahl moderner Waffen in die Hände des Deutschen Reiches, so auch die von Škoda in Plzeň hergestellte 47 mm kanon P.U.V.vz.36. Sie war der deutschen Standardpanzerabwehrkanone, der 3,7-cm-Pak, hinsichtlich der Durchschlagskraft deutlich überlegen.

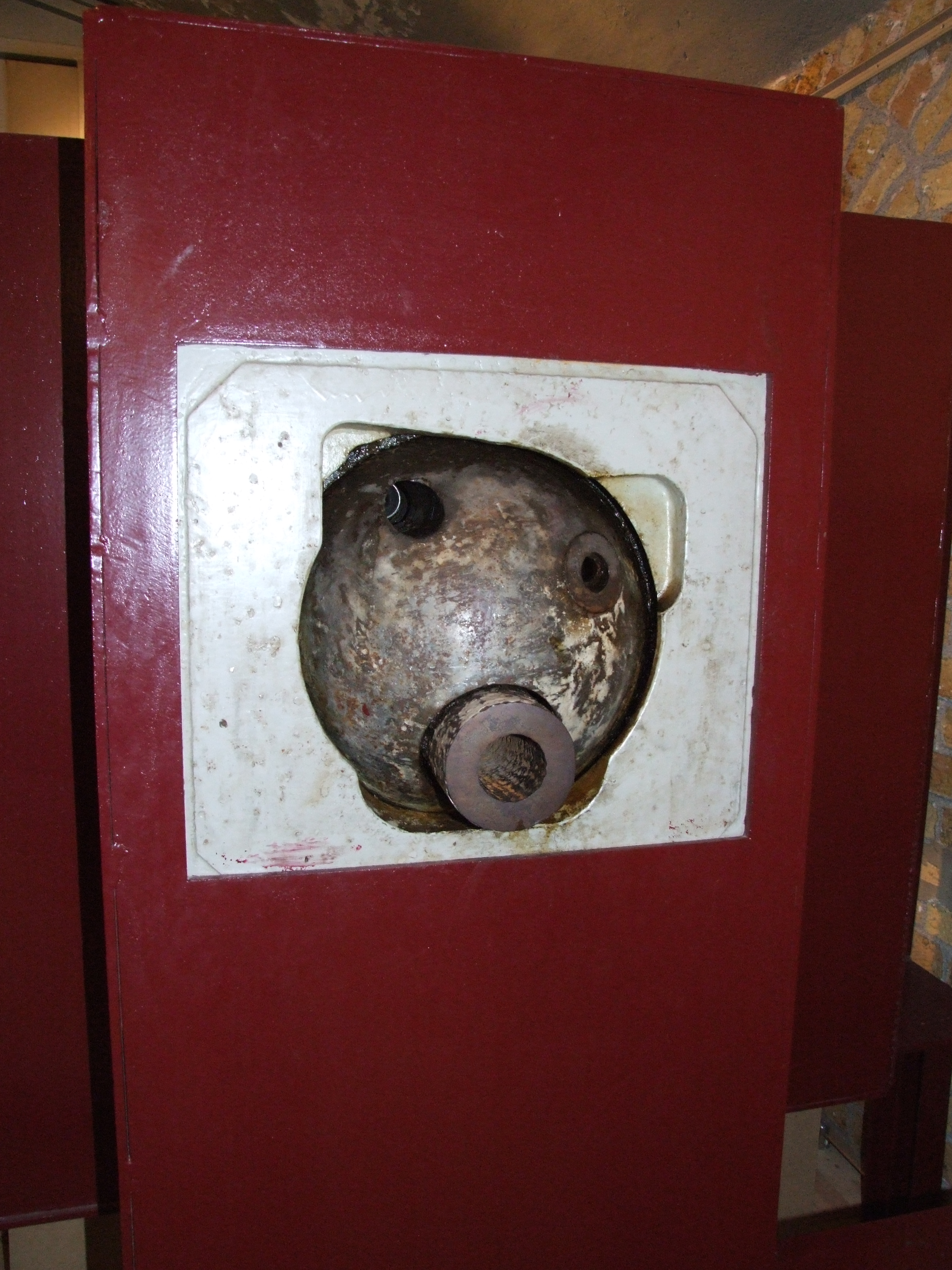
Kugelblende für Geschütz und MG

Genau wie bei der deutschen 3,7-cm-Pak hat man eine Variante für den Einbau in Bunkern geschaffen. Bei dieser komplexen Festungs-Pak, welche sogar wie ein Panzer über ein koaxiales Maschinengewehr verfügte, ragte nur der vordere Teil des Rohrs aus der Kugelblende der Bunkerscharte. Der gesamte Rest der Waffe war im Bunker gut geschützt.
Für die Pak 36(t) und die Festungs-Pak (t) gab es Sprenggranaten mit 1,5 kg und Panzergranaten mit 1,64 kg Gewicht. Mit der Panzergranate konnten auf 100 m Entfernung bei einer 60° schrägen Panzerplatte, 52 mm Stahl durchschlagen werden. Bei einer Entfernung von 500 m und 1000 m waren es 47 mm und 40 mm. Diese Werte sind gemäß den damaligen deutschen Normen vom Heeres-Waffenprüfamt ermittelt worden und nicht genau mit ausländischen Angaben zu Durchschlagsleistungen vergleichbar.
An ihrem ursprünglichen Einbauort hatte die Wehrmacht angesichts der Lage nach der Annexion kaum eine Verwendung. Jedoch wurden nach der Besetzung Frankreichs Waffen benötigt, um die neuen im Bau befindlichen Bunkeranlagen des Atlantikwalls zu bestücken. So wurden die Geschütze ab 1940 aus ihren ursprünglichen Anlagen ausgebaut und an der Atlantikküste wieder eingebaut.